# Tateishi Takayuki
Takayuki Tateishi (sinh ngày 8 tháng 7 năm 1969) là một cầu thủ bóng đá người Nhật Bản.

## Sự nghiệp câu lạc bộ
Takayuki Tateishi đã từng chơi cho Bellmare Hiratsuka, Tokyo Gas và Oita Trinita.